# Xiao Jun
Cet article concerne un écrivain chinois. Pour le tireur sportif chinois, voir Xiao Jun (tir sportif).
Œuvres principales
Village d'août
Xiao Jun (chinois simplifié : 萧军 ; chinois traditionnel : 蕭軍 ; pinyin : Xiāo Jūn), né en 1907 ou 1908, mort en 1988, est un écrivain chinois.
Son roman Village d'août est tout à la fois le premier roman sur la résistance communiste antijaponaise et le premier roman chinois contemporain à être traduit (en anglais).
En 1931, il participe à la guerre contre le Japon en tant qu'officier, avant de rejoindre Shanghai en 1934, avec son épouse, l'écrivaine Xiao Hong. Il y rencontre Lu Xun et adhère à la Ligue des écrivains de gauche. Présent à Yan'an, il fait partie des opposants, avec Ding Ling et Wang Shiwei, à la ligne officielle du parti communiste en matière de littérature. Il est condamné à trois ans de travaux forcés en 1948. Son roman Mines de charbon en mai lui vaut de nouvelles critiques lors de la campagne des Cent fleurs. Il est réhabilité en 1976.

## Liste des œuvres
- 1934 : Baiyue de Xiangcun (Village d'août)
- 1955 : Wuyue de kuangshan (Mines de charbon en mai)

## Traductions
- (en) Village in August, trad. E. King, New York, Smith & Durell, 1942
- Quatre-pattes, dans De la révolution littéraire à la littérature révolutionnaire. Récits chinois. 1918-1942, trad. Martine Valette-Hémery, L'Herne, 1970